# Rudná pod Pradědem
Rudná pod Pradědem (do 1947 Vogelzejf, německy Vogelseifen) je obec ležící v okrese Bruntál. Má 344 obyvatel.

## Části obce
- Nová Rudná (k. ú. Nová Rudná)
- Stará Rudná (k. ú. Stará Rudná)

## Historie
První písemná zmínka o vsi Stará Rudná pochází z roku 1377, první písemná zmínka o vsi Nová Rudná pochází z roku 1598. Ke sloučení obou obcí v jednu obec Rudná pod Pradědem došlo k 1. lednu 1950. Od 1. ledna 1980 do 22. listopadu 1990 pak byla Rudná pod Pradědem součástí obce Světlá Hora. Poté došlo k obnovení samostatnosti obce.

### Vývoj počtu obyvatel
Počet obyvatel Rudné pod Pradědem podle sčítání nebo jiných úředních záznamů:
| Rok            | 1869 | 1880 | 1890 | 1900 | 1910 | 1921 | 1930 | 1950 | 1961 | 1970 | 1980 | 1991 | 2001 |
| -------------- | ---- | ---- | ---- | ---- | ---- | ---- | ---- | ---- | ---- | ---- | ---- | ---- | ---- |
| Počet obyvatel | 1145 | 1180 | 1123 | 1063 | 1016 | 933  | 920  | 434  | 388  | 486  | 458  | 398  | 385  |

1. ↑  z toho: 14 Čechoslováků, 897 Němců; 910 řím. kat., 3 evang.
2. ↑  z toho: 327 Čechů, Moravanů a Slezanů, 55 Slováků, 1 Polák; 135 řím. kat., 209 bez vyzn.

V Rudné pod Pradědem je evidováno 169 adres: 145 čísel popisných (trvalé objekty) a 24 čísel evidenčních (dočasné či rekreační objekty). Při sčítání lidu roku 2001 zde bylo napočteno 121 domů, z toho 89 trvale obydlených.